# Haus Gutenberg (Bad Honnef)

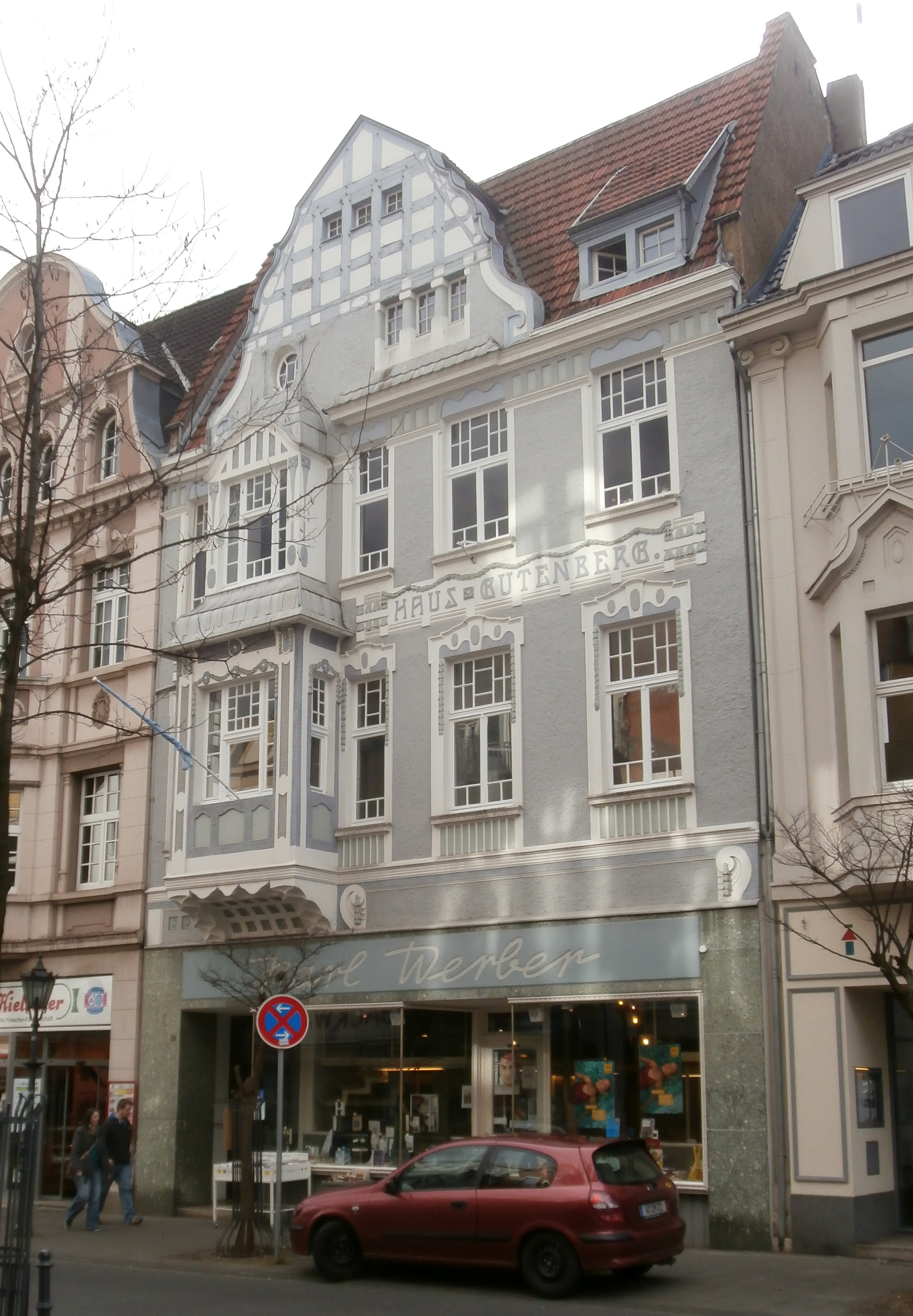
Haus Gutenberg (2014)

Das Haus Gutenberg ist ein Wohn- und Geschäftshaus in Bad Honnef, einer Stadt im nordrhein-westfälischen Rhein-Sieg-Kreis, das 1904 errichtet wurde. Es liegt im Stadtzentrum an der Westseite der Hauptstraße (Hausnummer 40). Das Haus lässt sich dem Jugendstil zurechnen und steht als Baudenkmal unter Denkmalschutz.

## Geschichte
Das Haus entstand für den Bauherrn Karl Werber, einen Buchhändler, nach einem Entwurf des ortsansässigen Architekturbüros Stein & Happ auf dem neuparzellierten Grundstück des ehemaligen Lohhofs (Hauptstraße 38–40), das sich zuletzt im Besitz des Hotels Dell befand. Nach Abriss des Altbaus wurde im August 1904 die Baugenehmigung erteilt. In dem rückwärtigen Teil des Grundstücks errichtete der Buchhändler eine eigene Druckerei. Das Haus war auch Geschäftszentrale der von der Familie Werber betriebenen Honnefer Volkszeitung, der ehemals kleinsten Regionalzeitung Nordrhein-Westfalens, die 2002 eingestellt wurde. In dritter Generation führte Karl Günter Werber ab 1972 die Buchhandlung im elterlichen Haus. 2012 gab er sie auf und verkaufte das Haus.
Im Herbst 2013 wurden in dem Haus nach Abschluss einer Sanierung ein heimatgeschichtliches Museum, ein Archiv mit Bibliothek sowie ein Treffpunkt für Veranstaltungen eröffnet, deren Träger ein neugegründeter Verein ist. Das Erdgeschoss nimmt nach wie vor die ursprüngliche Buchhandlung auf.